# Lerista lineopunctulata
Lerista lineopunctulata là một loài thằn lằn trong họ Scincidae. Loài này được Gray mô tả khoa học đầu tiên năm 1839.